# Академическая гребля на летних Олимпийских играх 1904 — одиночки
Соревнования по академической гребле в одиночках среди мужчин на летних Олимпийских играх 1904 года прошли 30 июля в мемориальном парке Крив-Кер-Лейк, расположенного в пригороде Сент-Луиса Мериленд-Хайтс. В соревновании приняли участие четыре спортсмена, представлявшие любительские гребные клубы США. Изначально планировалось, что золото Олимпийских игр разыграют между собой два сильнейших североамериканских гребца того времени американец Джеймс Тен Эйк и канадец Луис Скоулз, однако ни тот, ни другой не заявились для участия в Играх.
Олимпийским чемпионом 1904 года стал действующий обладатель титула национальной ассоциации гребцов-любителей Фрэнк Грир. Серебряную медаль завоевал 
Джеймс Джувенал, который в 1900 году стал олимпийским чемпионом в составе восьмёрки, а бронза досталась Констансу Титусу.

## Призёры
| Золото         | Серебро             | Бронза             |
| Фрэнк Грир США | Джеймс Джувенал США | Констанс Титус США |

## Результаты
| Место | Спортсмен       | Страна | Время                 | Отставание            |
| ----- | --------------- | ------ | --------------------- | --------------------- |
| 1     | Фрэнк Грир      | США    | 10:08,5               | +0,0                  |
| 2     | Джеймс Джувенал | США    | две длины             | две длины             |
| 3     | Констанс Титус  | США    | две с половиной длины | две с половиной длины |
| 4     | Дэвид Даффилд   | США    | неизвестно            | неизвестно            |